# Volleyball-Europameisterschaft der Männer 2013/Teilnehmer
An der Volleyball-Europameisterschaft der Männer 2013 nehmen 16 Mannschaften teil. Jede Mannschaft besteht aus vierzehn Spielern.

## Gruppe A
- Dänemark
- Italien
- Weißrussland
- Belgien

## Gruppe B
- Polen
- Slowakei
- Frankreich
- Türkei

## Gruppe C
- Finnland
- Serbien
- Niederlande
- Slowenien

## Gruppe D
- Russland
- Bulgarien
- Deutschland

| Name                                               | Nr. | Größe  | Geburtsdatum  | Position | Verein                      |
| -------------------------------------------------- | --- | ------ | ------------- | -------- | --------------------------- |
| Marcus Böhme                                       |     | 2,11 m | 25. Aug. 1985 | MB       | Generali Haching            |
| Tim Broshog                                        |     | 2,05 m | 2. Dez. 1987  | MB       | Moerser SC                  |
| Philipp Collin                                     |     | 2,04 m | 28. Okt. 1990 | MB       | Tours Volley-Ball           |
| Christian Fromm                                    |     | 2,04 m | 15. Aug. 1990 | AA       | Pallavolo Città di Castello |
| Georg Grozer jr.                                   |     | 2,00 m | 27. Nov. 1984 | D        | Lokomotiv Belgorod          |
| Björn Höhne                                        |     | 1,93 m | 27. März 1991 | AA       | TV Ingersoll Bühl           |
| Denis Kaliberda                                    |     | 1,92 m | 24. Juni 1990 | AA       | Copra Piacenza              |
| Lukas Kampa                                        |     | 1,93 m | 29. Nov. 1986 | Z        | Casa Modena                 |
| Jochen Schöps                                      |     | 2,00 m | 8. Okt. 1983  | D        | Asseco Resovia Rzeszów      |
| Sebastian Schwarz                                  |     | 1,97 m | 2. Okt. 1985  | AA       | Generali Haching            |
| Markus Steuerwald                                  |     | 1,82 m | 7. März 1989  | AA/L     | Paris Volley                |
| Tom Strohbach                                      |     | 1,99 m | 27. Mai 1992  | L        | Generali Haching            |
| Ferdinand Tille                                    |     | 1,85 m | 8. Dez. 1988  | L        | Generali Haching            |
| Simon Tischer                                      |     | 1,94 m | 24. Apr. 1982 | Z        | ASUL Lyon Volley-Ball       |
| Trainer: Vital Heynen , Co-Trainer: Stefan Hübner, |     |        |               |          |                             |

- Tschechien